# チャンプ (1979年の映画)
『チャンプ』（The Champ）は、1979年のアメリカ映画。
親と子の絆を描いたボクシング映画。1931年に公開された、同名映画のリメイク作品である。監督はフランコ・ゼフィレッリ。子役のリッキー・シュローダーは、この年のゴールデングローブ賞新人男優賞を受賞した。また、音楽のデイヴ・グルーシンはアカデミー作曲賞にノミネートされた。

## ストーリー
ボクシングの世界チャンピオンだったビリー（ジョン・ヴォイト）は妻に逃げられ8歳の息子とふたり暮らし、酒とギャンブルに溺れる毎日を送っている。それでも息子のTJ（リッキー・シュローダー）だけは今でもビリーを「チャンプ」（チャンピオン）と呼んで慕っている。
そんなある日、ビリーは別れた妻のアニー（フェイ・ダナウェイ）と再会する。ファッションデザイナーとして成功している彼女を見て、ますます自分が惨めになったビリーは、ギャンブルに負けて多額の借金を作ってしまう。その上ケンカをして警官を殴り留置場に入れられる。
ビリーはTJに、母親のアニーと暮らすよう言うのだが、TJはアニーが実の母と知るとショックからビリーの元へ帰って来てしまう。ビリーはTJのため、もう一度ボクシングでチャンピオンになる事を決意するのだった。37歳という年齢とも戦いながら、厳しいトレーニングを続け、ついにタイトルマッチのゴングが鳴る。
はじめのうちはビリーが優勢だったものの、徐々に追いつめられ、何度もダウンを奪われる。怪我も負い、レフリーからもう1ラウンドだけ様子を見ると言われ、周りも試合の継続を断念するよう言うものの、ビリーは頑として試合をやめようとしない。TJと、そしてTJが手紙で招待したアニーが見守る中、激しい撃ち合いの末、遂にビリーは相手をKOする。見事なカムバックを果たし、観客に応えるビリーだったが、すぐに立つこともままならなくなり、控室に担ぎ込まれる。そしてTJを枕元に呼び、静かに息を引き取る。そこにアニーが現れ、TJを抱きしめる。

## キャスト
| 役名           | 俳優                           | 日本語吹替 |
| 役名           | 俳優                           | テレビ朝日版                                                                                                   |
| -------------- | ------------------------------ | --- |
| ビリー・フリン | ジョン・ヴォイト               | 天田俊明 |
| アニー         | フェイ・ダナウェイ             | 平井道子 |
| TJ・フリン     | リッキー・シュローダー         | 中野健 |
| マイク         | アーサー・ヒル                 | 前田昌明 |
| ジャッキー     | ジャック・ウォーデン           | 富田耕生 |
| ライリー       | ストローザー・マーティン       | 滝口順平 |
| ドーリー       | ジョーン・ブロンデル           | 高橋和枝 |
| ジョージ       | エリシャ・クック・Jr           | 槐柳二 |
| ジョシー       | メアリー・ジョー・キャトレット | |
|                | バワーズ - ランドール・コッブ  | たてかべ和也                                                                                                   |
| 不明 その他    |                                | 大方斐紗子 北村弘一 加藤修 筈見純 高橋ひろ子 石井敏郎 安田隆 緒方賢一 作間功 坂井志満 西村知道 幹本雄之 塩屋翼 |
|                |                                | |
| 演出           | 演出                           | 山田悦司 |
| 翻訳           | 翻訳                           | 進藤光太 |
| 効果           | 効果                           | PAG |
| 調整           | 調整                           | 山田太平 |
| 制作           | 制作                           | 日米通信社 |
| 解説           | 解説                           | 淀川長治 |
| 初回放送       | 初回放送                       | 1981年10月11日 『日曜洋画劇場』                                                                                |

## スタッフ
- 監督：フランコ・ゼフィレッリ
- 製作：ダイソン・ロヴェル
- 原作：フランシス・マリオン
- 脚色：ウォルター・ニューマン
- 撮影：フレッド・コーネカンプ
- 音楽：デイヴ・グルーシン
- 美術：ハーマン・A・ブルメンタル
- 編集：マイケル・J・シェリダン

## 製作
スポーツ映画は当たらないというのが日本映画では定説で、実写のスポーツ映画は日本ではあまり作られないが、海外、特にアメリカでは古くからコンスタントに製作された。1976年に『ロッキー』が大ヒットすると、以降『スラップ・ショット』『愛のメダリスト』『アリ/ザ・グレーテスト』『ワン・オン・ワン』『タッチダウン』と次々とスポーツ映画が製作され、本作もその流れで製作された。アメリカでスポーツ映画が多数製作される理由について『タッチダウン』の監督・マイケル・リッチーは、来日した際の記者会見で「スポーツは勝敗がはっきりしているから」と答えた。ジョン・ヴォイトの息子を演じるリッキー・シュローダーは、2000人の子役オーディションから選ばれた。

## 作品の評価
- アメリカのカリフォルニア大学バークレー校心理学科のロバート・レベンソン教授らの研究によると、本作のラストシーンが確実に人を泣かせる確率が高いという。これは映画評論家や映画マニア、ビデオ店のスタッフなどの意見に基づいて、喜怒哀楽の感情を喚起させるような約80本もの作品の観賞実験により得られた結果である[4]。

## 影響
- 荒木飛呂彦の漫画『ジョジョの奇妙な冒険』の作品中に虹村億泰があるスタンド能力のせいで異常な程大量の涙を流し、映画『チャンプ』を見たときはもっと泣けたと友人の東方仗助に語るシーンがある。